# Asprórrevma
Asprórrevma, en grec moderne : Ασπρόρρευμα, est un village du dème d'Ágrafa, dans le district régional d'Eurytanie en Grèce-Centrale.
Selon le recensement de 2011, le village est inhabité.